# Villa Gobernador Gálvez
Villa Gobernador Gálvez è una città della provincia di Santa Fe, in Argentina, che si trova sulla riva occidentale del fiume Paraná, dentro l'area metropolitana della Grande Rosario. Ha 74.509 abitanti (censimento INDEC 2001). È la quarta città più popolata della provincia e la seconda nell'area metropolitana.

## Storia
La città è stata fondata il 25 febbraio 1888 da un immigrato italiano, l'ingegnere Enrico Mosconi, padre dell'ingegnere militare Generale Enrique Mosconi, primo direttore della compagnia petrolifera YPF. Dr. José Gálvez, il governatore di Santa Fe dal 1886, assunse Mosconi per creare il sistema ferroviario, per il collegamento alla provincia di Mendoza. A questo scopo Mosconi acquistò un terreno, e su autorizzazione del governatore, istituì un villaggio, popolato in gran parte da altri immigrati provenienti dall'Italia e dalla Spagna.
Il centro è stato dichiarato città dal governatore Carlos Sylvestre Begnis il 12 aprile 1962. All'epoca aveva circa 18.000 abitanti. Ciò che oggi si chiama "Villa Gobernador Gálvez" è in realtà un insieme di tre città: V. G. Gálvez, Villa Diego e Pueblo Nuevo. La storia della città è conservata in un museo pubblico (Dr. Raúl Malatesta Municipal Museum), istituito nel 1986 e gestito da un'associazione di cittadini.
Villa Gobernador Gálvez è divisa in circa 20 quartieri. Ha un ospedale pubblico (Anselmo Gamen Hospital), e diversi centri di assistenza sanitaria pubblica, un certo numero di club sportivi, cinque banche, due stazioni radio FM. Telefono e servizi Internet sono forniti da una cooperativa.